# Guillaume Van Tongerloo
Guillaume Van Tongerloo (nascido em 29 de dezembro de 1933 – 19 de janeiro de 2017) foi um ex-ciclista de pista belga. Sua única aparição olímpica foi em Melbourne 1956, onde terminou em quinto na perseguição por equipes de 4 km.